# Lisa Leitner
Lisa Leitner es una deportista austríaca que compite en piragüismo en la modalidad de eslalon. Ganó dos medallas de plata en el Campeonato Mundial de Piragüismo en Eslalon, en los años 2014 y 2017, y una medalla de plata en el Campeonato Europeo de Piragüismo en Eslalon de 2018.

## Palmarés internacional
| Campeonato Mundial | Campeonato Mundial          | Campeonato Mundial | Campeonato Mundial |
| Año                | Lugar                       | Medalla            | Competición        |
| ------------------ | --------------------------- | ------------------ | ------------------ |
| 2014               | Deep Creek (Estados Unidos) | Medalla de plata   | K1 por equipos     |
| 2017               | Pau (Francia)               | Medalla de plata   | K1 por equipos     |
| Campeonato Europeo |                             |                    |                    |
| Año                | Lugar                       | Medalla            | Competición        |
| 2018               | Praga (República Checa)     | Medalla de plata   | K1 por equipos     |